# Alcan
Pour les articles homonymes, voir Alcan (homonymie).

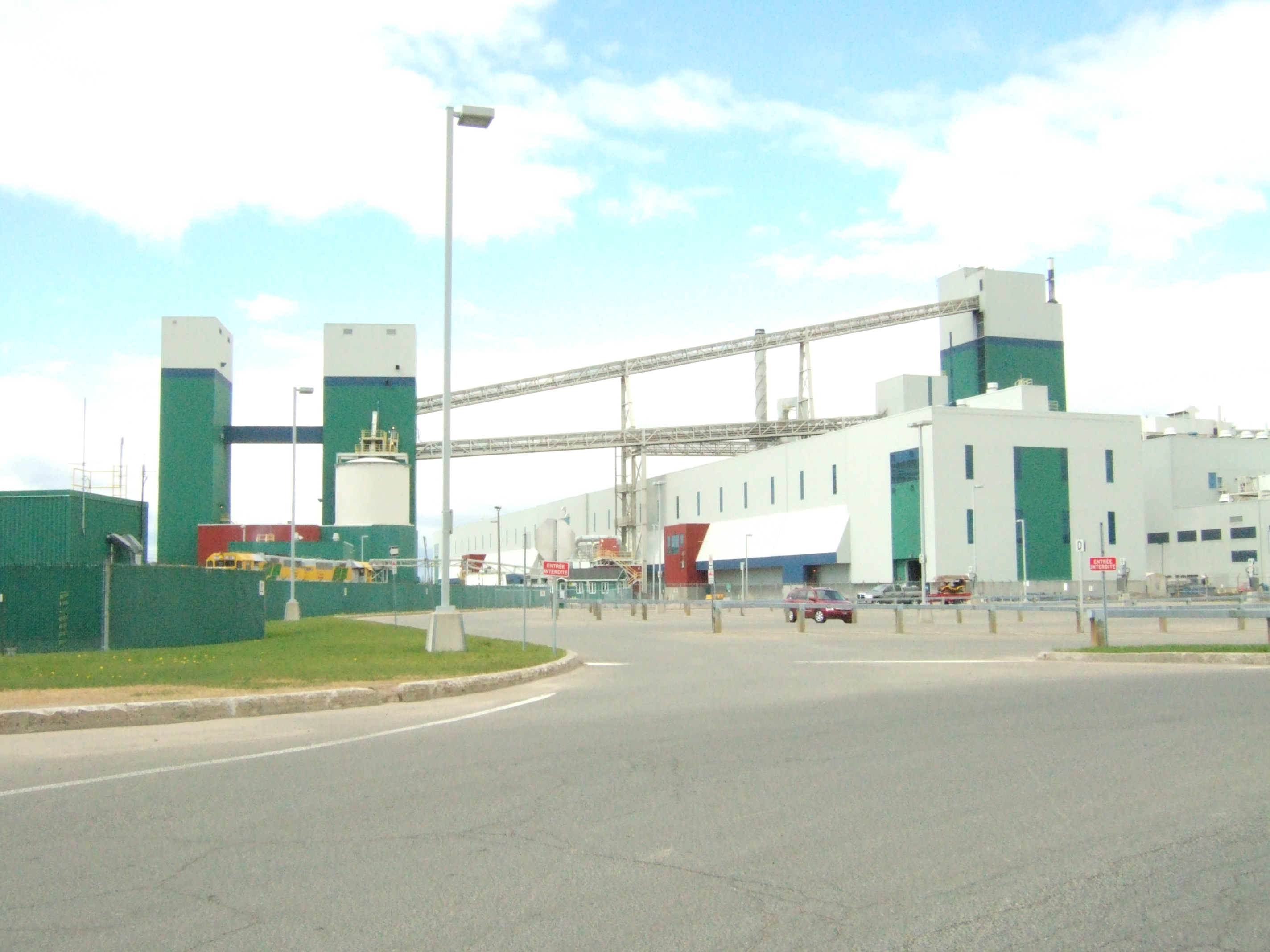
Usine Alcan à Alma au Québec.

Alcan était une entreprise canadienne de fabrication d'aluminium fondée en 1902 sous le nom de Northern Aluminum Company. Elle a été rachetée en 2007 par Rio Tinto, et ses actifs ont pour l'essentiel été transférés dans une nouvelle entité, Rio Tinto Alcan.

## Description
Avant son rachat par Rio Tinto en 2007, Alcan était le numéro 3 mondial de la fabrication et de la commercialisation de produits en aluminium et d'emballages (2007), et le numéro 1 mondial des technologies d'électrolyse pour la production d'aluminium primaire. Son centre de décisions était situé à Montréal, alors que le siège des activités d’emballage et celui des produits usinés était situé à Paris. Alcan était cotée au NYSE ainsi qu'au TSE où il faisait partie de l'indice S&P/TSX 60.
Alcan a enregistré un chiffre d'affaires de 23,6 milliards de dollars USD en 2006. Au premier semestre 2007, ses bénéfices ont atteint 591 millions de dollars, en hausse de 30 % par rapport à la même période de l'année précédente.
Le chiffre d'affaires par famille de produits se répartissait comme suit en 2006 :
- produits d'aluminium de première fusion issus du procédé d'électrolyse (33,7 %, no 2 mondial) : lingots de laminage, d'extrusion, de tréfilage et de fonderie, anodes pour l'électrolyse, etc. ;
- produits usinés (29,5 %) : profilés en alliage, pièces moulées de précision, câbles, fils machine, etc. ;
- emballages (29,4 %) : emballages en matière plastique, en aluminium, en carton et en papier destinés aux produits alimentaires, cosmétiques, pharmaceutiques et médicaux (no 1 mondial), emballages de produits de tabac (no 2 mondial) ;
- alumine et bauxite (7,2 %) ;
- autres (0,2 %).

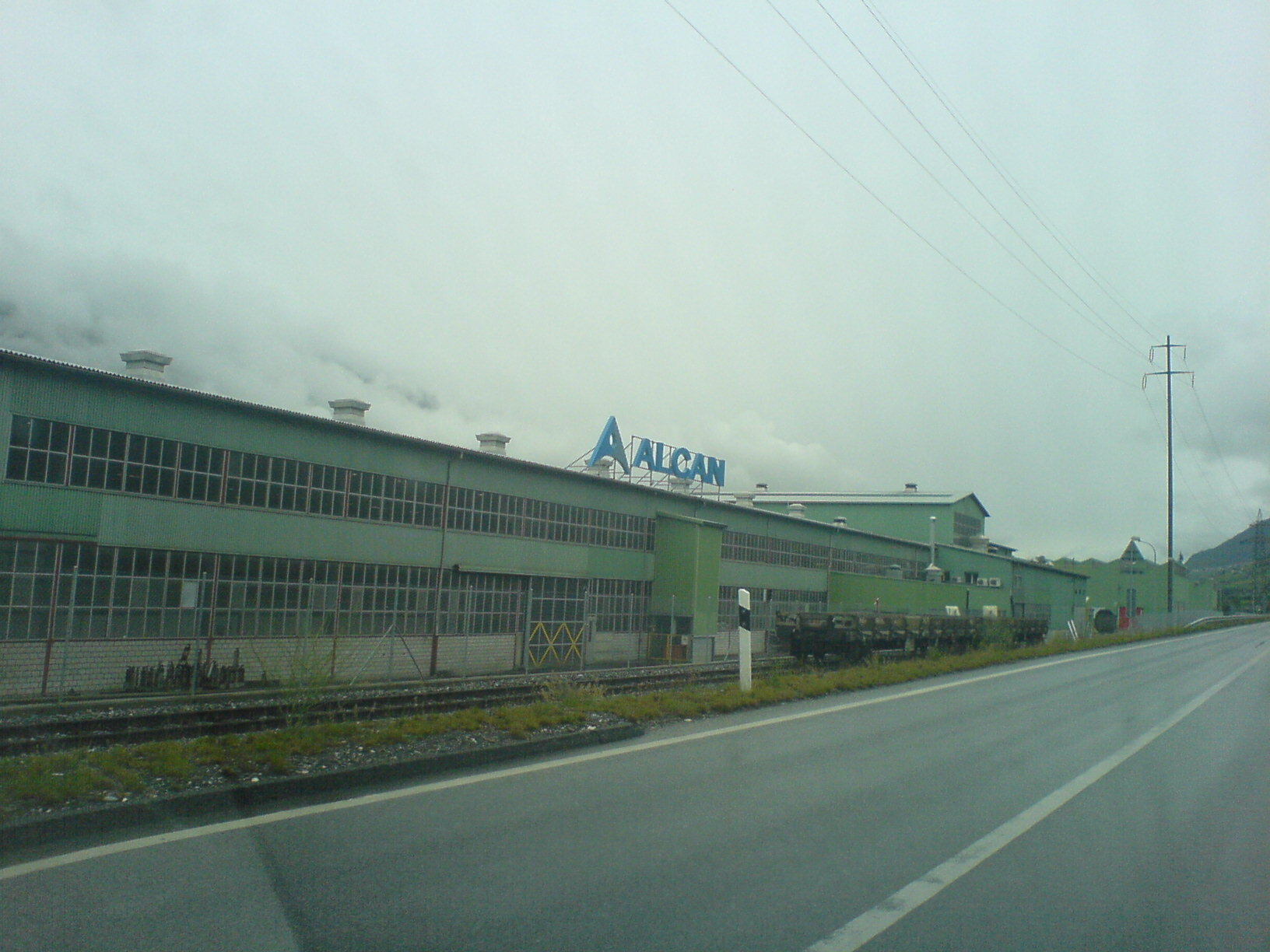
Usine Alcan à Sierre en Suisse.

À son rachat, Alcan possédait plus de 379 établissements dans le monde, dont 11 en Afrique, 125 en Amérique du Nord, 16 en Amérique du Sud, 33 en Asie, 8 en Australie et 186 en Europe. Elle possédait plusieurs chemins de fer, barrages hydroélectriques et autres établissements connexes qui facilitaient la production et le transport du produit fini. Alcan comptait 8 000 employés au Québec, dont environ 800 au siège social à Montréal.
|                                             | Pays        | Localisation                   | Capacité annuelle (kt) | Propriété (%) |
| ------------------------------------------- | ----------- | ------------------------------ | ---------------------- | ------------- |
| Drapeau de l'Australie                      | Australie   | Tomago, Nouvelle-Galles du Sud | 520                    | 51.5          |
| Drapeau du Cameroun                         | Cameroun    | Édéa (Alucam)                  | 100                    | 46.7          |
| Drapeau du Canada                           | Canada      | Alma, Québec                   | 415                    | 100           |
| Drapeau du Canada                           | Canada      | Arvida, Québec                 | 166                    | 100           |
| Drapeau du Canada                           | Canada      | Beauharnois, Québec            | 52                     | 100           |
| Drapeau du Canada                           | Canada      | Bécancour, Québec              | 404                    | 25            |
| Drapeau du Canada                           | Canada      | Grande-Baie, Québec            | 207                    | 100           |
| Drapeau du Canada                           | Canada      | Kitimat, Colombie-Britannique  | 277                    | 100           |
| Drapeau du Canada                           | Canada      | Laterrière, Québec             | 228                    | 100           |
| Drapeau du Canada                           | Canada      | Sept-Îles (Alouette)           | 572                    | 40            |
| Drapeau du Canada                           | Canada      | Shawinigan, Québec             | 99                     | 100           |
| Drapeau de la République populaire de Chine | Chine       | Qingtongxia                    | 152                    | 50            |
| Drapeau de la France                        | France      | Dunkerque                      | 259                    | 100           |
| Drapeau de la France                        | France      | Lannemezan                     | 50                     | 100           |
| Drapeau de la France                        | France      | Saint-Jean-de-Maurienne        | 135                    | 100           |
| Drapeau de la France                        | France      | Biesheim                       |                        |               |
| Drapeau de l'Islande                        | Islande     | Reykjavik (ISAL)               | 179                    | 100           |
| Drapeau des Pays-Bas                        | Pays-Bas    | Flessingue                     | 213                    | 85            |
| Drapeau de la Norvège                       | Norvège     | Husnes (en) (SORAL)            | 164                    | 50            |
| Oman                                        | Oman        | As Sohar (Muscat)              | 360                    | 20            |
| Drapeau du Royaume-Uni                      | Royaume-Uni | Lochaber                       | 43                     | 100           |
| Drapeau du Royaume-Uni                      | Royaume-Uni | Lynemouth                      | 178                    | 100           |
| Drapeau des États-Unis                      | États-Unis  | Sebree, Kentucky               | 196                    | 100           |

## Histoire
En 1901 la première usine d’électrolyse du Canada est construite à Shawinigan, au Québec. La première journée produira 760 kg d'aluminium.
En 1902 la filiale canadienne de la Pittsburgh Reduction Company (qui allait devenir Alcoa) est baptisée Northern Aluminum Company, Limited.
En 1928, Alcoa est fragmentée à la suite des mesures anti-monopoles du gouvernement américain. De là, Aluminium Limited (qui deviendra Aluminum Company of Canada) prend le contrôle de la plupart des actifs d'Alcoa situés en dehors des États-Unis. Deux ans plus tôt l'usine d'Arvida est mise en service.

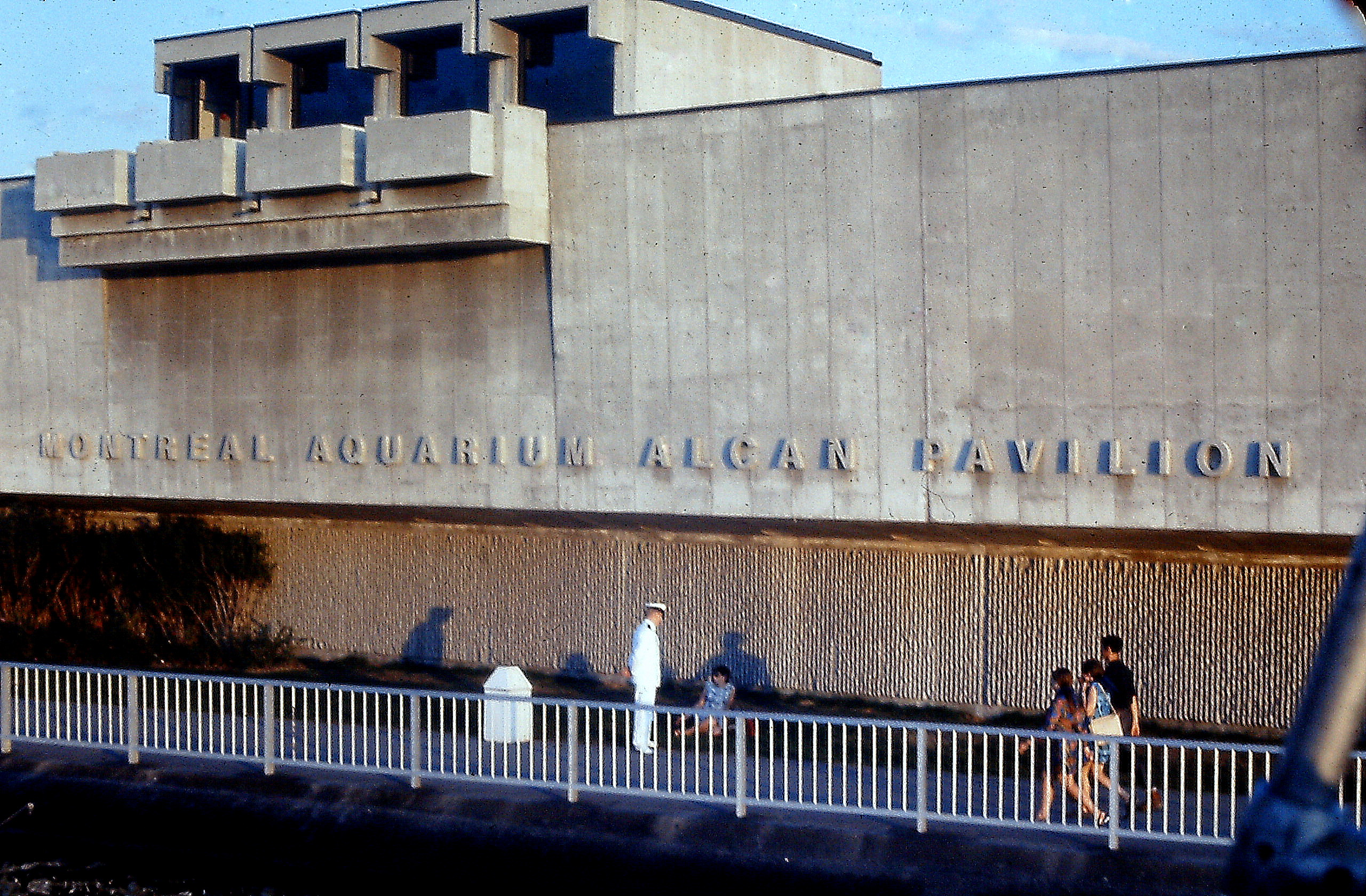
L'Aquarium Alcan à La Ronde, Expo 67

En 1966, Aluminum Company of Canada devient Alcan Aluminium Limited.
De 1960 à 1980, l'entreprise fait augmenter la capacité de transformation dans de nombreux pays, dont les États-Unis. Elle investit dans de nouvelles usines d’électrolyse en Australie, au Royaume-Uni, au Brésil et en Inde, et dans des mines de bauxite et des usines d’alumine en Afrique, au Brésil et en Australie. En 1989, les usines de Laterrière et de Grande-Baie sont mises en service.
En 1999, Alcan fait une tentative de fusion avec Algroup (Alusuisse Lonza Group, Suisse) et Pechiney (France). Ce projet fut bloqué par la Commission européenne par crainte d'une situation de monopole. L'année suivante, Alcan prend le contrôle d'Algroup et, en 2003, de Pechiney. Son chiffre d'affaires est alors de 25,7 milliards USD pour 73 000 employés à travers le monde. En 2000, l'usine d'Alma a été mise en service.
En mai 2007, l'Américain Alcoa lance une OPA contre Alcan. Mais le 12 juillet 2007, Alcan et la société anglo-australienne Rio Tinto publient un communiqué de presse commun annonçant que Rio Tinto « va formuler une offre recommandée sur Alcan, entièrement en numéraire » de 101 dollars US par action, et que « le Conseil d’administration d’Alcan recommande à l’unanimité l’acceptation de l’offre », qui valorise Alcan à quelque 38 milliards de dollars US.
L'action d'Alcan à la Bourse de Toronto (TSX) augmente de plus de 8 % à la suite de l'annonce,.
Le succès de l'offre d'achat est annoncé le 23 octobre 2007, ce qui fait de Rio Tinto le numéro un mondial de l'aluminium devant le russe Rusal et l'américain Alcoa [réf. nécessaire].
Rio Tinto Alcan compte 13 400 employés au Canada, dont 8 343 sont directement employés par Alcan. Il y a 35 établissements opérationnels au Canada.